# Maitland (Florida)
Maitland ist eine Stadt im Orange County im US-Bundesstaat Florida. Das U.S. Census Bureau hat bei der Volkszählung 2020 eine Einwohnerzahl von 19.543 ermittelt. 

## Geographie
Angrenzende Städte sind Altamonte Springs (Seminole County), Eatonville und Winter Park. Die Stadt liegt rund zehn Kilometer nördlich von Orlando.

## Geschichte
Maitland erhielt durch die South Florida Railroad im Jahr 1880 erstmals Anschluss an das Eisenbahnnetz.

## Demographische Daten
Laut der Volkszählung 2010 verteilten sich die damaligen 15.751 Einwohner auf 7767 Haushalte. Die Bevölkerungsdichte lag bei 1158,2 Einw./km². 80,6 % der Bevölkerung bezeichneten sich als Weiße, 11,1 % als Afroamerikaner, 0,2 % als Indianer und 3,5 % als Asian Americans. 2,2 % gaben die Angehörigkeit zu einer anderen Ethnie und 2,5 % zu mehreren Ethnien an. 10,4 % der Bevölkerung bestand aus Hispanics oder Latinos.
Im Jahr 2010 lebten in 27,8 % aller Haushalte Kinder unter 18 Jahren sowie 22,0 % aller Haushalte Personen mit mindestens 65 Jahren. 57,7 % der Haushalte waren Familienhaushalte (bestehend aus verheirateten Paaren mit oder ohne Nachkommen bzw. einem Elternteil mit Nachkomme). Die durchschnittliche Größe eines Haushalts lag bei 2,26 Personen und die durchschnittliche Familiengröße bei 2,93 Personen.
23,8 % der Bevölkerung waren jünger als 20 Jahre, 27,5 % waren 20 bis 39 Jahre alt, 29,7 % waren 40 bis 59 Jahre alt und 19,1 % waren mindestens 60 Jahre alt. Das mittlere Alter betrug 39 Jahre. 48,2 % der Bevölkerung waren männlich und 51,8 % weiblich.
Das durchschnittliche Jahreseinkommen lag bei 70.988 $, dabei lebten 7,4 % der Bevölkerung unter der Armutsgrenze.
Im Jahr 2000 war Englisch die Muttersprache von 93,50 % der Bevölkerung, spanisch sprachen 4,71 % und 1,79 % hatten eine andere Muttersprache.

## Sehenswürdigkeiten
Die Church of the Good Shepherd, das Maitland Art Center und das William H. Waterhouse House sind im National Register of Historic Places gelistet.

## Sport
Die Kinder des örtlichen Baseballvereins Maitland LL erreichten 2005 das nationale Halbfinale der Weltmeisterschaften.

## Verkehr
Maitland wird von der Interstate 4, auf einer gemeinsamen Trasse von den U.S. Highways 17 und 92 (SR 15, 600) sowie von der Florida State Road 414 durchquert.
Der nächste Flughafen ist der rund 20 km nordöstlich gelegene Orlando Sanford International Airport.
Maitland ist eine Station der SunRail auf der Strecke von DeBary über Orlando nach Poinciana. Am Bahnhof Winter Park besteht Anschluss an die Fernzüge der Amtrak.

## Kriminalität
Die Kriminalitätsrate lag im Jahr 2010 mit 183 Punkten (US-Durchschnitt: 266 Punkte) im niedrigen Bereich. Es gab eine Vergewaltigung, zwölf Raubüberfälle, 22 Körperverletzungen, 136 Einbrüche, 293 Diebstähle und 27 Autodiebstähle.

## Persönlichkeiten
- Sue Sarafian Jehl (1917–1997), Sekretärin von General Dwight D. Eisenhower
- Chris Nikic (* 1999), Triathlet